# Billy Joel
William Martin "Billy" Joel, född 9 maj 1949 i South Bronx i New York, är en amerikansk sångare, pianist och kompositör.

## Biografi
Billy Joel föddes 1949 i South Bronx i New York. Han växte upp i Hicksville på Long Island i delstaten New York. Fadern föddes i Tyskland och modern i England.
Joel debuterade redan som femtonåring 1964 i gruppen The Echoes, som specialiserade sig på att spela brittiska coverlåtar. 1967 blev han medlem i gruppen The Hassles som gav ut två album och fyra stycken singlar 1967 – 1969. Efter det bildade Joel duon Attila ihop med Jon Small som hade spelat trummor i The Hassles. Duon spelade psykedelisk hårdrock och Joel spelade orgel.
Han fick sin första hitsingel 1974 med "Piano Man", och hade sin storhetstid under det sena 1970-talet och tidiga 1980-talet med hits som "Just the Way You Are", "Tell Her About It" och "Uptown Girl". Hans album har skiftat i stil under åren från jazzinspirerad rock på albumet 52nd Street till rakare rock på albumet Glass Houses och nostalgiska tillbakablickar på skivan An Innocent Man. Efter flera års frånvaro från listorna återkom Joel 1993 med låten "The River of Dreams".
Joel har även lånat ut sin röst till hunden Dodger i den animerade filmen Oliver & gänget från 1988.
Billy Joel invaldes i Rock and Roll Hall of Fame år 1999.
Han var mellan 1985 och 1994 gift med Christie Brinkley och har tillsammans med henne en dotter.

## Diskografi
- Cold Spring Harbor (1971)
- Piano Man (1973)
- Streetlife Serenade (1974)
- Turnstiles (1976)
- The Stranger (1977)
- 52nd Street (1978)
- Glass Houses (1980)
- Songs in the Attic (1981) (live)
- The Nylon Curtain (1982)
- An Innocent Man (1983)
- Greatest Hits Volume I & II (1985) (samlingsalbum 1973 – 1985, dubbel-LP med två nya låtar)
- The Bridge (1986)
- Kohuept (Live in Leningrad) (1987) (live)
- Storm Front (1989)
- Live at Yankee Stadium (1990) (live)
- River of Dreams (1993)
- Five Live (1994) (live)
- Greatest Hits, vol. 3 (1997) (samlingsalbum)
- 2000 Years: The Millennium Concert (2000) (live)
- Fantasies & Delusions (2001)
- My Lives (2005) (4-CD box + 1 DVD)

### Låtar
Under sin solokarriär hade Joel en mängd hits, de flesta i hemlandet. Även om man bara nämner de låtar som varit placerade bland Billboard-listans tio bästa placeringar blir antalet låtar lång: 
- "Piano Man" (1974, #4)
- "Just The Way You Are" (1977, #3)
- "My Life" (1978, #3)
- "You May Be Right" (1978, #7)
- "It's Still Rock and Roll to Me" (1980, #1)
- "Tell Her About It" (1983, #1)
- "Uptown Girl" (1983, #3)
- "An Innocent Man" (1984, #10)
- "You're Only Human (Second Wind)" (1985, #9)
- "Modern Woman" (1986, #10)
- "A Matter of Trust" (1986, #10)
- "We Didn't Start the Fire" (1989, #1)
- "I Go to Extremes" (1990, #6)
- "The River of Dreams" (1993, #3)

Numera har Joel tröttnat på popmusik och hans senaste skiva Fantasies & Delusions består av klassiska musikstycken komponerade för piano, framförda av pianisten Richard Joo.
I februari 2007 presenterade Joel sin första poplåt sedan 1993, "All My Life" (som finns att lyssna på Joels webbsajt).